# Hamburger Sport-Verein 1966-1967
Questa voce raccoglie le informazioni riguardanti l'Hamburger Sport-Verein nelle competizioni ufficiali della stagione 1966-1967.

## Stagione
Nella stagione 1966-1967 l'Amburgo, allenato da Josef Schneider, concluse il campionato di Bundesliga al 14º posto. In Coppa di Germania l'Amburgo perse la finale con il Bayern Monaco.

## Rosa
| N. |                     | Ruolo | Calciatore            |
| -- | ------------------- | ----- | --------------------- |
|    | Germania (bandiera) | P     | Horst Schnoor         |
|    | Germania (bandiera) | P     | Erhard Schwerin       |
|    | Germania (bandiera) | D     | Peter Barfuß          |
|    | Germania (bandiera) | D     | Holger Dieckmann      |
|    | Germania (bandiera) | D     | Jürgen Kurbjuhn       |
|    | Germania (bandiera) | D     | Helmut Sandmann       |
|    | Germania (bandiera) | D     | Willi Schulz          |
|    | Germania (bandiera) | D     | Dieter Strauß         |
|    | Germania (bandiera) | C     | Harry Bähre           |
|    | Germania (bandiera) | C     | Willi Giesemann       |
|    | Germania (bandiera) | C     | Hans-Jürgen Hellfritz |

| N. |                     | Ruolo | Calciatore          |
| -- | ------------------- | ----- | ------------------- |
|    | Germania (bandiera) | C     | Egon Horst          |
|    | Germania (bandiera) | C     | Peter Rohrschneider |
|    | Germania (bandiera) | C     | Hans Schulz         |
|    | Germania (bandiera) | C     | Peter Wulf          |
|    | Germania (bandiera) | A     | Bernd Dörfel        |
|    | Germania (bandiera) | A     | Charly Dörfel       |
|    | Germania (bandiera) | A     | Reinhard Löffler    |
|    | Germania (bandiera) | A     | Elmar May           |
|    | Germania (bandiera) | A     | Manfred Pohlschmidt |
|    | Germania (bandiera) | A     | Uwe Seeler          |

## Organigramma societario
Area tecnica
- Allenatore: Josef Schneider
- Allenatore in seconda:
- Preparatore dei portieri:
- Preparatori atletici:

## Calciomercato

### Sessione estiva
| Acquisti | Acquisti    | Acquisti             | Acquisti |
| R.       | Nome        | da                   | Modalità |
| -------- | ----------- | -------------------- | -------- |
| A        | Elmar May   | Borussia Neunkirchen |          |
| C        | Hans Schulz | Werder Brema         |          |

| Cessioni | Cessioni         | Cessioni   | Cessioni |
| R.       | Nome             | a          | Modalità |
| -------- | ---------------- | ---------- | -------- |
| A        | Juhani Peltonen  | Haka       |          |
| D        | Erwin Piechowiak | SC Sperber |          |
| A        | Rolf Schwartau   | SC Sperber |          |

## Risultati

### Bundesliga

#### Girone di andata
| Arbitro: | Siepe |

|                       |           |            |
| Dörfel 39’ Seeler 42’ | Marcatori | 10’ Gräber |

| Arbitro: | Thier |

|             |           |            |
| Berking 60’ | Marcatori | 38’ Dörfel |

| Arbitro: | Siebert |

|                            |           |  |
| Pohlschmidt 38’ Seeler 71’ | Marcatori |  |

| Arbitro: | Handwerker |

|               |           |            |
| Hasebrink 15’ | Marcatori | 71’ Dörfel |

| Arbitro: | Malka |

|  |           |             |
|  | Marcatori | 53’ Leupold |

| Arbitro: | Niemeyer |

|                                                                          |           |              |
| Höttges 7’ (rig.) Zebrowski 8’ Schütz 42’ Schweighöfer 52’ Danielsen 63’ | Marcatori | 55’ Kurbjuhn |

| Arbitro: | Thier |

|                                           |           |                              |
| Seeler 21’ Sandmann 65’ (rig.) Dörfel 86’ | Marcatori | 17’ Brunnenmeier 18’ Küppers |

| Colonia 8 ottobre 1966, ore 16:00 CET 8ª giornata | Colonia     | 0 – 0 referto | Amburgo | Müngersdorfer Stadion (40 000 spett.)\| Arbitro: \| Tschenscher \| |
| Arbitro:                                          | Tschenscher |               |         |                                                                    |

| Arbitro: | Fritz |

|            |           |  |
| Dörfel 51’ | Marcatori |  |

| Arbitro: | Hoffmann |

|             |           |                                  |
| Huttary 39’ | Marcatori | 36’ Seeler 63’ Dörfel 73’ Dörfel |

| Amburgo 29 ottobre 1966, ore 16:00 CET 11ª giornata | Amburgo   | 0 – 0 referto | Meidericher | Volksparkstadion (43 000 spett.)\| Arbitro: \| Kreitlein \| |
| Arbitro:                                            | Kreitlein |               |             |                                                             |

| Arbitro: | Riegg |

|                         |           |  |
| Bechmann 16’ Neuser 70’ | Marcatori |  |

| Arbitro: | Regely |

|                     |           |  |
| Schneider 2’ (aut.) | Marcatori |  |

| Arbitro: | Weyland |

|                    |           |                                       |
| Schämer 50’ (rig.) | Marcatori | 15’ Seeler 42’ Schulz 76’ Pohlschmidt |

| Arbitro: | Wengenmayer |

|                 |           |                     |
| Paul 76’ (aut.) | Marcatori | 12’ (rig.) Emmerich |

| Arbitro: | Niemeyer |

|                                 |           |            |
| Dörfel 2’, 6’ (rig.) Seeler 63’ | Marcatori | 24’ Müller |

| Arbitro: | Jacobi |

|                       |           |                 |
| Schult 37’ Biskup 57’ | Marcatori | 22’, 42’ Seeler |

#### Girone di ritorno
| Arbitro: | Schreiner |

|              |           |  |
| Rodekamp 77’ | Marcatori |  |

| Arbitro: | Siepe |

|            |           |  |
| Schulz 88’ | Marcatori |  |

| Arbitro: | Kreitlein |

|                                                    |           |                        |
| Milder 35’ (rig.) Rupp 49’ Heynckes 73’ Laumen 77’ | Marcatori | 6’ Kurbjuhn 71’ Dörfel |

| Arbitro: | Heumann |

|            |           |              |
| Dörfel 57’ | Marcatori | 79’ Dietrich |

| Arbitro: | Niemeyer |

|            |           |  |
| Brungs 90’ | Marcatori |  |

| Arbitro: | Baumgärtel |

|            |           |           |
| Seeler 29’ | Marcatori | 17’ Hänel |

| Arbitro: | Hennig |

|                       |           |  |
| Zeiser 50’ Rebele 65’ | Marcatori |  |

| Arbitro: | Siebert |

|               |           |                                    |
| Hellfritz 18’ | Marcatori | 20’ Weber 37’ Löhr 77’ Hemmersbach |

| Arbitro: | Malka |

|                     |           |  |
| Gerwien 5’ Dulz 28’ | Marcatori |  |

| Arbitro: | Hennig |

|                   |           |                    |
| Dörfel 87’ (rig.) | Marcatori | 39’ (rig.) Sieloff |

| Arbitro: | Handwerker |

|                          |           |            |
| van Haaren 27’ Gecks 68’ | Marcatori | 88’ Dörfel |

| Arbitro: | Fritz |

|            |           |           |
| Schulz 81’ | Marcatori | 47’ Kraus |

| Arbitro: | Binder |

|                          |           |                   |
| Kentschke 65’ Braner 90’ | Marcatori | 26’ Rohrschneider |

| Arbitro: | Baumgärtel |

|  |           |                   |
|  | Marcatori | 72’, 86’ Bechtold |

| Arbitro: | Schreiner |

|                                                                       |           |  |
| Emmerich 18’, 82’ Paul 34’ (rig.) Peehs 38’ Wosab 42’, 55’ Cyliax 85’ | Marcatori |  |

| Arbitro: | Hoffmann |

|                                      |           |            |
| Koulmann 28’ Roth 80’ Brenninger 86’ | Marcatori | 61’ Dörfel |

| Arbitro: | Handwerker |

|                       |           |              |
| Seeler 78’ Dörfel 80’ | Marcatori | 28’ Lungwitz |

### Coppa di Germania
| Arbitro: | Hoffmann |

|  |           |                                                            |
|  | Marcatori | 10’, 84’ Dörfel 39’ Dörfel 50’, 57’ Seeler 54’ Pohlschmidt |

| Colonia 3 febbraio 1967, ore CET Ottavi di finale | Colonia | 0 – 0 (d.t.s.) referto | Amburgo | Müngersdorfer Stadion (42 000 spett.)\| Arbitro: \| Ott \| |
| Arbitro:                                          | Ott     |                        |         |                                                            |

| Arbitro: | Wengenmayer |

|                       |           |  |
| Dörfel 51’ Seeler 70’ | Marcatori |  |

| Offenbach am Main 25 marzo 1967, ore CET Quarti di finale | Kickers Offenbach | 0 – 0 (d.t.s.) referto | Amburgo | Stadion am Bieberer Berg (28 000 spett.)\| Arbitro: \| Schmidt \| |
| Arbitro:                                                  | Schmidt           |                        |         |                                                                   |

| Arbitro: | Thier |

|                       |           |  |
| Dörfel 42’ Dörfel 86’ | Marcatori |  |

| Arbitro: | Siebert |

|                                       |           |                |
| Pohlschmidt 24’ Dörfel 29’ Dörfel 90’ | Marcatori | 68’ Hermandung |

| Arbitro: | Niemeyer |

|                                                     |           |  |
| Müller 23’, 76’ Ohlhauser 72’ Brenninger 85’ (rig.) | Marcatori |  |

## Statistiche

### Statistiche di squadra
| Competizione      | Punti | In casa | In casa | In casa | In casa | In casa | In casa | In trasferta | In trasferta | In trasferta | In trasferta | In trasferta | In trasferta | Totale | Totale | Totale | Totale | Totale | Totale | DR  |
| Competizione      | Punti | G       | V       | N       | P       | Gf      | Gs      | G            | V            | N            | P            | Gf           | Gs           | G      | V      | N      | P      | Gf     | Gs     | DR  |
| ----------------- | ----- | ------- | ------- | ------- | ------- | ------- | ------- | ------------ | ------------ | ------------ | ------------ | ------------ | ------------ | ------ | ------ | ------ | ------ | ------ | ------ | --- |
| Bundesliga        | 30    | 17      | 8       | 6       | 3       | 21      | 16      | 17           | 2            | 4            | 11           | 16           | 37           | 34     | 10     | 10     | 14     | 37     | 53     | -16 |
| Coppa di Germania | -     | 3       | 3       | 0       | 0       | 7       | 1       | 4            | 1            | 2            | 1            | 6            | 4            | 7      | 4      | 2      | 1      | 13     | 5      | +8  |
| Totale            | 30    | 20      | 11      | 6       | 3       | 28      | 17      | 21           | 3            | 6            | 12           | 22           | 41           | 41     | 14     | 12     | 15     | 50     | 58     | -8  |

### Andamento in campionato
| Giornata  | 1 | 2 | 3 | 4 | 5 | 6  | 7 | 8 | 9 | 10 | 11 | 12 | 13 | 14 | 15 | 16 | 17 | 18 | 19 | 20 | 21 | 22 | 23 | 24 | 25 | 26 | 27 | 28 | 29 | 30 | 31 | 32 | 33 | 34 |
| --------- | - | - | - | - | - | -- | - | - | - | -- | -- | -- | -- | -- | -- | -- | -- | -- | -- | -- | -- | -- | -- | -- | -- | -- | -- | -- | -- | -- | -- | -- | -- | -- |
| Luogo     | C | T | C | T | C | T  | C | T | C | T  | C  | T  | C  | T  | C  | C  | T  | T  | C  | T  | C  | T  | C  | T  | C  | T  | C  | T  | C  | T  | C  | T  | T  | C  |
| Risultato | V | N | V | N | P | P  | V | N | V | V  | N  | P  | V  | V  | N  | V  | N  | P  | V  | P  | N  | P  | N  | P  | P  | P  | N  | P  | N  | P  | P  | P  | P  | V  |
| Posizione | 5 | 4 | 4 | 3 | 7 | 12 | 7 | 8 | 4 | 3  | 4  | 6  | 4  | 2  | 3  | 1  | 2  | 3  | 3  | 3  | 3  | 4  | 4  | 7  | 9  | 10 | 10 | 11 | 11 | 12 | 12 | 14 | 16 | 14 |

Legenda:

Luogo: C = Casa; T = Trasferta. Risultato: V = Vittoria; N = Pareggio; P = Sconfitta.

### Statistiche dei giocatori
| Giocatore        | Bundesliga | Bundesliga | Bundesliga  | Bundesliga | Coppa di Germania | Coppa di Germania | Coppa di Germania | Coppa di Germania | Totale   | Totale | Totale      | Totale     |
| Giocatore        | Presenze   | Reti       | Ammonizioni | Espulsioni | Presenze          | Reti              | Ammonizioni       | Espulsioni        | Presenze | Reti   | Ammonizioni | Espulsioni |
| ---------------- | ---------- | ---------- | ----------- | ---------- | ----------------- | ----------------- | ----------------- | ----------------- | -------- | ------ | ----------- | ---------- |
| P. Barfuß        | 1          | 0          | 0           | 0          | 0                 | 0                 | 0                 | 0                 | 1        | 0      | 0           | 0          |
| H. Bähre         | 16         | 0          | 0           | 0          | 4                 | 0                 | 0                 | 0                 | 20       | 0      | 0           | 0          |
| H. Dieckmann     | 0          | 0          | 0           | 0          | 0                 | 0                 | 0                 | 0                 | 0        | 0      | 0           | 0          |
| B. Dörfel        | 32         | 6          | 0           | 0          | 6                 | 3                 | 0                 | 0                 | 38       | 9      | 0           | 0          |
| C. Dörfel        | 30         | 9          | 0           | 0          | 7                 | 5                 | 0                 | 0                 | 37       | 14     | 0           | 0          |
| W. Giesemann     | 19         | 0          | 0           | 0          | 2                 | 0                 | 0                 | 0                 | 21       | 0      | 0           | 0          |
| H. Hellfritz     | 7          | 1          | 0           | 0          | 2                 | 0                 | 0                 | 0                 | 9        | 1      | 0           | 0          |
| E. Horst         | 34         | 0          | 0           | 0          | 7                 | 0                 | 0                 | 0                 | 41       | 0      | 0           | 0          |
| J. Kurbjuhn      | 30         | 2          | 0           | 1          | 5                 | 0                 | 0                 | 0                 | 35       | 2      | 0           | 1          |
| R. Löffler       | 8          | 0          | 0           | 0          | 2                 | 0                 | 0                 | 0                 | 10       | 0      | 0           | 0          |
| E. May           | 3          | 0          | 0           | 0          | 0                 | 0                 | 0                 | 0                 | 3        | 0      | 0           | 0          |
| M. Pohlschmidt   | 26         | 2          | 0           | 0          | 6                 | 2                 | 0                 | 0                 | 32       | 4      | 0           | 0          |
| P. Rohrschneider | 20         | 1          | 0           | 0          | 4                 | 0                 | 0                 | 0                 | 24       | 1      | 0           | 0          |
| H. Sandmann      | 34         | 1          | 0           | 0          | 7                 | 0                 | 0                 | 0                 | 41       | 1      | 0           | 0          |
| H. Schnoor       | 24         | 0          | 0           | 0          | 4                 | 0                 | 0                 | 0                 | 28       | 0      | 0           | 0          |
| H. Schulz        | 11         | 1          | 0           | 0          | 3                 | 0                 | 0                 | 0                 | 14       | 1      | 0           | 0          |
| W. Schulz        | 30         | 2          | 0           | 0          | 7                 | 0                 | 0                 | 0                 | 37       | 2      | 0           | 0          |
| E. Schwerin      | 10         | 0          | 0           | 0          | 3                 | 0                 | 0                 | 0                 | 13       | 0      | 0           | 0          |
| U. Seeler        | 23         | 10         | 0           | 0          | 5                 | 3                 | 0                 | 0                 | 28       | 13     | 0           | 0          |
| D. Strauß        | 16         | 0          | 0           | 0          | 3                 | 0                 | 0                 | 0                 | 19       | 0      | 0           | 0          |
| P. Wulf          | 0          | 0          | 0           | 0          | 0                 | 0                 | 0                 | 0                 | 0        | 0      | 0           | 0          |